# Чедомир Штајн
Чедомир Штајн (Крагујевац, 1983) српски је позоришни, филмски, радио и ТВ глумац. У Књажевско-српском театру у Крагујевцу је од 2004. године као сарадник а од 2006. године глумац у сталном ангажману.

## Биографија
Рођен је 5. маја 1983. године у Крагујевцу. Глумом почео да се бави као члан Академског позоришта СКЦ-а у Крагујевцу. Дипломирао глуму на Академији лепих уметности у Београду у класи Петра Зеца 2004. године.
Током студија похађа школу пантомиме, а постаје и члан трупе "Београдски пантомимичари" са којом има више десетина наступа широм земље. Касније био на усавршавању пантомиме у Театру Форма у Вроцлаву.
Добитник је две Годишње награде Књажевско-српског театра 2021. и 2022. године.

## Улоге у Књажевско-српском театру у Крагујевцу
- Лагранж (Молијер, Смешне прециозе)
- Момак из кола I (М. Јеремић, Милош Велики)
- Петар (В. Шекспир, Ромео и Јулија)
- Најталентованији млади глумац и Мсје Пјер (Л. Андрејев/А. Червински/С. Бекет, Реквијем)
- Було (Ж. Фејдо, Хотел „Слободан промет“)
- Мали (С. Мрожек, На пучини)
- Пинокио/Дечак (К. Колоди, Пинокио)
- Келнер (Ј. Л. Карађале, Карневалски призори)
- Јефтимир Стојадиновић (Р. Дорић, Чудо по Јоакиму)
- Агагијан (М. Црњански, Сеобе)
- Пого (М. Јаноушек, Гусари)
- Немац Франц (Д. Поповић, Конак у Крагујевцу)
- Рака (Б. Нушић, Госпођа министарка)
- Фабијан (М. Флајсер, Пионири у Инголштату)
- Лионел и Стражар (Х. Пинтер/Х. Милер/Платон, Клуб Нови светски поредак)
- Аврам Стојковић, Арса Протић (Ђ. Милосављевић, Ђаво и мала госпођа)
- Таксиста (Р. Бин, Један човек, двојица газда)
- Поротник 11 (Р. Роуз, Дванаесторица гневних људи, копродукција са Босанским народним позориштем у Зеници и Казалиштем Вировитица)
- Љуба (С. Синклер и Е. Мекартен, До голе коже)
- Ђиљо (Л. Пирандело, Човек, звер и врлина)
- Судски писар, Трећи човек (Х. Ли, Убити птицу ругалицу)
- Буч (К. Лудвиг, Преваранти у сукњи)
- Милован (М. Јелић, Јелисаветини љубавни јади због молера)
- ***** (П. Трајковић, Три прасета)
- Фрања Фрула (В. Шекспир, Сан летње ноћи)
- Отац, Рејмон Асо и Грађанин 2 (Н. Илић, Врапчић, копродукција са Пулс театром из Лазаревца)
- Добрица (Д. Петровић, Џаст мерид)
- Радник 1, Клинац 1, Политичар 2, Адвокат одбране 2 и Глумац 1 (П. Михајловић, Двеста)
- Доктор Естермарк (А. Стриндберг, Отац)
- Накир (Ј. Вујић, Негри)
- Сапун (З. Егреши, Блитва и кромпир)
- Стенли Гарднер (Р. Куни, Бриши од своје жене)
- Рајнер Марија Сигфрид фон Блауринг (Б. Пекић, "Генерали или сродство по оружју")
- Осип (Н. В. Гогољ, "Ревизор")
- Тројка (У. Визек, "Ја од јутра нисам стао")
- Г. др. Хуго-Хуго / Славко Кватерник (М. Крлежа, "На рубу памети").

## Улоге у другим медијима
Учествовао у поемама Плави лептир Р. Бернса, Поглед из сна Ж. Ђорђевића, Игре бројева М. Демића, Нисам крив што сам жив Ђ. Милосављевића, Изрешетане душе В. Андоновског и Црни дан (2021) Д. Радовића на Великом школском часу у Шумарицама. Остварио више улога у представама Позоришта за децу у Крагујевцу. Руководио разним драмским и пантомимским радионицама. Аутор је текста и редитељ представе за децу Господин Окати у продукцији Културног и развојног центра "Супермама" из Крагујевца. Кратка драма Одлетећу сутра штампана му је у Часопису за књижевност, уметност и културу Кораци (LV, 10-12, 2021, Народна библиотека "Вук Караџић", Крагујевац).
Остварио је улоге у италијанском ТВ филму Ајнштајн, играном филму Пуцњи у Марсеју и ТВ серијама Село гори а баба се чешља, Мој рођак са села, Равна Гора, Немањићи – рађање Краљевине, Јужни ветар, Породица, Блок 27 те у више новогодишњих емисија. Остварује улоге у драмским емисијама Радија Златоусти у Крагујевцу.